# Dekeleia
Dekeleia (Grieks: Δεκέλεια / Latijn Decelea) was, in het oude Griekenland, de naam van een Attische deme, gelegen aan de voet van het Parnesgebergte, ten noorden van Athene.
Tijdens de laatste fase van de Peloponnesische Oorlog slaagden de Spartanen erin op raad van Alcibiades Dekeleia op de Atheners te veroveren. Dat gebeurde in 413 v.Chr. Ze bouwden Dekeleia uit tot een vesting die zij als uitvalsbasis gebruikten van waaruit zij het territorium van Attica gedurende het hele jaar konden verwoestten. Met deze openlijke herneming van de vijandelijkheden verkreeg Sparta geleidelijk de controle over geheel Attica. Daarom wordt deze fase ook de "Deceleïsche Oorlog" (413 – 404 v.Chr.) genoemd.
In 411 v.Chr. vluchtten de meeste Atheense oligarchen naar Dekeleia na de mislukte samenzwering van de Vierhonderd, wanneer de democraten opnieuw de macht hadden overgenomen.
Er zijn nog steeds sporen van de antieke nederzetting te vinden (vermoedelijk uit de vroege 4e eeuw v.Chr.). In de buurt bevindt zich ook de voormalige koninklijke residentie van Tatóï, gebouwd voor koning George I, en tot 1974 verblijfplaats van de Griekse koningen.